# Émile Loubet
Émile Loubet (Marsanne, 1838. december 31. – Montélimar, 1929. december 20.) francia politikus, a Harmadik Francia Köztársaság 26. miniszterelnöke és 8. köztársasági elnöke.

## Pályafutása
Földművelő családban született. Jogot tanult és Párizsban doktorált. 1865-ben Montélimar bíróságán volt bejegyzett ügyvéd. 1870. szeptember 29-től elnökké választásáig Montélimar polgármestereként tevékenykedett. 1876-ban választották meg először képviselővé. A nemzetgyűlésben olyan ingyenes és kötelező elemi oktatásért harcolt, amelyben megvalósul a laicitás eszménye. 1881-ben ismét képviselővé választották. 1885. január 25-től a szenátusban politizált. 1887. december 12. és 1888. április 2. között Pierre Tirard kormányában vezette a közmunkaügyi tárcát. Ennek bukása után nem fogadott el miniszteri megbizatást, de amikor Freycinet lemondott, Marie François Sadi Carnot köztársasági elnök felkérésére kormányt alakított 1892. február 27-én és a belügyi tárcát is megtartotta. Miniszterelnöksége idején erősödött meg az anarchista mozgalom Franciaországban (katonai gyilkosságok, a párizsi bombamerénylet (1892. november 8.). Az ellenzék minden erőlködése ellenére sem sikerült Loubet-t megbuktatni, aki a rendkívüli törvények napirendre tűzését is elérte (november 18.). De tíz nappal később, november 28-án a Panama-csatorna építése körüli korrupciós botrány áldozatai közt a Loubet-kormány is ott volt. 1896. január 19-én a szenátus elnöke lett. 
Félix Faure halála után, 1899. február 18-án köztársasági elnökké választották. Február 23-án Paul Déroulède és a „hazafias vonal” követői az Élysée-palota felé akarták terelni Faure temetési menetét kísérő katonai egységeket, de a puccskísérlet nem sikerült. Heves nacionalista zavargások közepette fizikai bántalmazást szenvedett Loubet az Auteuil lóversenypályán. Ezért június 22-én felkérte Pierre Waldeck-Rousseau-t, hogy alakítson republikánus védelmi kormányt. Elnöksége kezdete óta támogatta Alfred Dreyfus perének felülvizsgálatát. 1899 szeptemberében a katonai bíróság ismét bűnösnek találta Dreyfus kapitányt, de Loubet elnöki kegyelemben részesítette szeptember 19-én.
Loubet kitöltötte hivatali idejét. Elnöksége alatt, az 1905. december 9-i törvénnyel vált szét véglegesen az állam és az egyház Franciaországban. Rendkívül aktív külpolitikát folytatott. 1904.  április 8-án jött létre az Entente cordiale Nagy-Britannia és Franciaország között. Loubet látogatást tett II. Miklós orosz cár, III. Viktor Emánuel olasz király és VII. Eduárd brit király udvarában.
Ellátogatott Algériába, Tunéziába, Madridba, Rómába és Lisszabonba. Párizsban fogadta
I. György görög királyt, Mozzafar ad-Din perzsa sahot, II. Lipót belga királyt, II. Miklós orosz cárt és feleségét, Hesseni Alekszandra Fjodorovna orosz cárnét, VII. Eduárd brit királyt, XIII. Alfonz spanyol királyt, és I. Ferdinánd bolgár cárt.